# Frederik I của Đan Mạch
Frederik I (tiếng Đan Mạch và tiếng Na Uy: Frederik ; tiếng Đức: Friedrich; tiếng Thụy Điển: Fredrik; 7 tháng 10 năm 1471 – 10 tháng 4 năm 1533) là Vua Đan Mạch và Na Uy. Ông là vị vua Công giáo cuối cùng trị vì Đan Mạch và Na Uy, khi các vị vua tiếp theo theo đạo Luther sau cuộc Cải cách Tin lành. Với tư cách là vua của Na Uy, Frederick được biết đến là chưa bao giờ đến thăm đất nước này. Triều đại của ông bắt đầu truyền thống lâu đời là gọi tên các vị vua Đan Mạch bằng Christian và Frederik.